# Calliope (périodique)
Pour les articles homonymes, voir Calliope (homonymie).
Calliope est un périodique de bande dessinée de rythme bimestriel, lancé par les éditions Semic en 2002, qui compte 7 numéros (plus 2 hors-séries). Il succède au magazine Ekllipse, publié également par Semic jusqu'en 2001.
Calliope s'arrête en 2004 au deuxième numéro Hors-série sur les vampires et au septième numéro régulier, malgré l'annonce d'un huitième numéro régulier spécial épique et médiéval fantastique, avec des articles sur Alex Alice, Takehiko Inoue et Jeff Smith.

## Présentation
Le magazine est dans la continuité éditoriale de son prédécesseur Ekllipse, avec l'ambition de parler autant des comics américains et des mangas japonais que de la bande dessinée européenne. La couverture est d'ailleurs divisée en trois bandeaux horizontaux présentant chacun un auteur de bande dessinée, de manga et de comics. Aucune autrice n'a jamais été sur la couverture du périodique malgré un numéro 6 spécial éternel féminin.
Le magazine commence par une rubrique tribune avec les sorties récentes, ponctuées de quelques strips dessinés par François Duprat (On n'a pas des vies faciles). Suivent des critiques d'une demi-page chacune, puis les interviews des auteurs présentés en couverture, et des articles sur des œuvres en rapport avec le thème du numéro (la science-fiction pour le numéro 7).